# Eidfjord
Eidfjord este o comună din provincia Hordaland, Norvegia.